# Hugh Howey
Œuvres principales
- Série Silo

Hugh Howey, né le 23 juin 1975 à Monroe en Caroline du Nord, est un écrivain américain. Il est connu grâce à son roman Silo (Wool), vendu à plus de 500 000 exemplaires.

## Biographie
Hugh Howey écrit dans ses moments libres et tente d'obtenir un contrat de publication auprès d'une maison d'édition, mais se décourage face à la lenteur du processus d'acceptation. Il se tourne alors vers Amazon, où il autopublie notamment le premier épisode de ce qui formera le roman Silo (Wool), premier volet d'une trilogie.
Sa série de nouvelles connaît un tel succès que son auteur décide de les rassembler pour former le roman Silo. Howey a en effet vendu plus de 500 000 exemplaires du roman de sa future trilogie. En 2012, il signe un contrat avec Simon & Schuster pour l’exploitation du livre papier aux États-Unis et au Canada, tout en conservant le droit numérique de son œuvre.
Son roman est traduit et diffusé dans plusieurs pays.

## Œuvres

### SérieSilo
1. Silo, Actes Sud, coll. « Exofictions », 2013 ((en) Wool, 2012), trad. Yoann Gentric et Laure Manceau  (ISBN 978-2-330-02430-7)Réédition Actes Sud, coll. « Babel » no 1283, 2014 (ISBN 978-2-330-03737-6) ; réédition Le Livre de poche, coll. « Imaginaire » no 33998, 2016, 744 p. (ISBN 978-2-253-18353-2)
2. Silo - Origines, Actes Sud, coll. « Exofictions », 2014 ((en) Shift, 2013), trad. Laure Manceau  (ISBN 978-2-330-03201-2)Réédition Actes Sud, coll. « Babel » no 1352, 2015 (ISBN 978-2-330-05691-9) ; réédition Le Livre de poche, coll. « Imaginaire » no 32326, 2016, 704 p. (ISBN 978-2-253-13306-3)
3. Silo - Générations, Actes Sud, coll. « Exofictions », 2014 ((en) Dust, 2013), trad. Laure Manceau  (ISBN 978-2-330-03750-5)Réédition Actes Sud, coll. « Babel » no 1391, 2016 (ISBN 978-2-330-06442-6) ; réédition Le Livre de poche, coll. « Imaginaire » no 34581, 2017, 544 p. (ISBN 978-2-253-13305-6)

- Silo - L'Intégrale, Actes Sud, coll. « Exofictions », 2017, trad. Laure Manceau  (ISBN 978-2-330-07328-2)

### SérieBern
1. (en) Molly Fyde and the Parsona Rescue, 2009
2. (en) Molly Fyde and the Land of Light, 2009
3. (en) Molly Fyde and the Blood of Billions, 2010
4. (en) Molly Fyde and the Fight for Peace, 2010

### SérieSable
1. Outresable, Actes Sud, coll. « Exofictions », 2019 ((en) Sand, 2014), trad. Thierry Arson  (ISBN 978-2-330-11791-7)Réédition Actes Sud, coll. « Babel » no 1726, 2021 (ISBN 978-2-330-14324-4) ; réédition Le Livre de poche, coll. « Imaginaire » no 36539, 2022, 432 p. (ISBN 978-2-253-10345-5)
2. Outredune, Actes Sud, coll. « Exofictions », 2023 ((en) Across the Sand, 2022), trad. Thierry Arson  (ISBN 978-2-330-17965-6)Réédition Actes Sud, coll. « Babel » no 2032, 2025 (ISBN 978-2-330-21247-6) (à paraître le 1er octobre 2025)

### Romans indépendants
- (en) The Hurricane, 2011
- (en) I, Zombie, 2012
- Phare 23, Actes Sud, coll. « Exofictions », 2015 ((en) Beacon 23, 2012), trad. Estelle Roudet  (ISBN 978-2-330-06632-1)Réédition Actes Sud, coll. « Babel » no 1519, 2018 (ISBN 978-2-330-09075-3) ; réédition Le Livre de poche, coll. « Imaginaire » no 35306, 2019, 264 p. (ISBN 978-2-253-08358-0)
- Une colonie, Actes Sud, coll. « Exofictions », 2020 ((en) Half Way Home, 2010), trad. Aurélie Tronchet  (ISBN 978-2-330-14090-8)Réédition Actes Sud, coll. « Babel » no 1847, 2022 (ISBN 978-2-330-17103-2) ; réédition Le Livre de poche, coll. « Imaginaire » no 37572, 2024, 336 p. (ISBN 978-2-253-24367-0)

### Recueils de nouvelles
- (en) Machine Learning: New and Collected Stories, 2017